# 크루앙빈
크루앙빈(혹은 크렁빈 Khruangbin,  เครื่องบิน)은 미국 텍사스주 휴스턴 출신의 트리오 밴드로, 태국어로 '비행기'라는 뜻이다. 베이스에 로라 리(Laura Lee), 기타에 마크 스피어(Mark Speer), 드럼에 도널드 레이 "DJ" 존슨 주니어(Donald Ray "DJ" Johnson Jr.)로 구성되어 있다. 이들은 클래식 소울, 덥, 사이키델리아 등과 같은 글로벌 음악의 영향들을 버무린 사운드로 이름을 알렸다. 데뷔 앨범 《The Universe Smiles Upon You》(2015년)는 1960년대 태국의 음악으로부터, 두 번째 앨범 《Con Todo El Mundo》(2018년)은 스페인과 중동에서 영향을 받았다. 스피어와 리, DJ는 NTS의 "에어크루앙" 라디오 쇼와 페이스북 라이브를 진행한다.

## 배경
스피어와 존슨은 2004년 텍사스 휴스턴에 위치한 루디 라스무스의 세인트 존 감리교회의 가스펠 밴드에서 연주하며 만났다. 교회에서는 스피어를 기타리스트로, 존슨을 오르간 연주자로 섭외했다. "처음 밴드를 시작할 때 우리는 우리 만의 공식을 가지고 싶었다. 뭔가 이것이 우리가 하는 음악이다 라는 그런 것 말이다. 그리고 우리는 사고의 껍질을 벗어나지 않고자 했다. 우리는 우리만의 사고의 껍질 안에서 더 깊이 들어가고자 했다. 나는 늘 그런 방식을 선호했다. 내가 전에 있던 밴드들은 '우리는 껍질을 깨고 나가야 해"라는 식이었는데 나는 '너희들은 아무것도 몰라'라고 생각했다. 음악은 단순히 실험적인 무엇이 되어서는 안된다. 일단 실험 이전에 무엇을 실험하는 것인지에 대해 알고 있어야 한다"고 스피어는 설명한다.
2007년 스피어는 친구를 통해서 리를 만나게 되었는데 아프간 음악과 중동의 건축 양식에 대한 관심이 맞아떨어지면서 즉시 의기투합하게 된다. 2009년 리는 스피어에게 베이스 연주를 배우게 되고 6개월 후 이파(Yppah)의 투어를 위한 베이시스트 오디션에 합격하게 된다. 스피어는 이미 이파에서 기타를 연주하고 있었고 리에게 오디션에 도전해 보라고 권했다. 2010년 리와 스피어는 이파에 소속되어 보노보(Bonobo)의 오프닝을 하며 투어 공연을 벌였다.
이 투어로 인하여 이 둘은 함께 음악을 만들고자 하는 열망이 강해졌고 이는 크루앙빈의 결성으로 이어졌다. 스피어와 리는 헛간에서 작업하며 베이스 그루브에 사이키델릭한 사운드를 곁들인 사운드를 만들어 내었고 이는 밴드의 스타일의 기본을 이루게 된다. 투어에서 돌아와서 이들은 존슨에게 밴드의 드럼을 부탁했고 이렇게 하여 기타와 베이스에 아래로 단순한 리듬을 넣는 이들의 사운드가 완성되었다. 주민 300명이 거주하는 텍사스 버턴에 위치한 이 헛간은 이후 크루앙빈의 모든 녹음 세션의 본거지가 된다.  이들은 휴스턴의 엔지니어인 스티브 크리스텐센과 오래 함께 작업하고 있다.

첫 번째 공연을 하게 되었을 때 리는 태국어를 배우기 시작했고 그녀가 가장 좋아하는 태국 단어인 "크루앙빈"(태국어: เครื่องบิน)을 밴드 이름으로 정했다. 크루앙빈은 태국어로 직역하면 "날으는 기계(engine fly)" 혹은 "비행기(aeroplane)"라는 뜻이다. 스피어는 만약 자신들이 이렇게 성공할 줄 예견했다면 그렇게 발음하기 어려운 단어로 이름을 정하지는 않았을 것이라고 했다. 밴드의 이름은 이들을 하나로 묶어준 국제적인 영향들을 상징하기도 한다.
시각적인 면에서 리와 스피어가 무대에서 착용하는 검은 색 가발이 독특한데 홍보를 위한 인터뷰와 화보 촬영에서도 쓰고 나왔다. 원래는 초기 공연들 당시 무대에서 상품 판매대로 눈에 띄지 않게 이동하기 위해서였다고 한다.

## 음악 경력
보노보와의 투어 이후 보노보는 2014년의 자신의 《Late Night Tales》선집에 크루앙빈의 곡 <Calf Born in Winter>을 넣었다. 이 곡은 이 앨범에서 가장 인기 있는 곡 중 하나가 되었고 이를 통해 이들의 첫 EP인 《History of Flight》과 2015년의 데뷔 앨범 《The Universe Smiles Upon You》의 팬들이 생겨나기 시작했다.
곧 이어 크루앙빈은 가디언지의 "이 주간의 새로운 밴드"에 소개되었고 파더 존 미스티, 타이코, 시카고 배트맨, 매시브 어택 등의 오프닝으로 활동하게 된다. 또한 글래스톤베리, 본나루, ACL, 아웃사이드 랜즈, 데저트 데이즈, 사우스 바이 사우스웨스트 같은 페스티벌에도 출연했다.
2018년 1월, 크루앙빈은 두 번째 앨범 《Con Todo El Mundo》를 발매했다. 로라 리의 멕시코 출신 할아버지가 종종 "얼만큼 나를 사랑하지? (¿Cómo me quieres?)"라고 물었고 그러면 "Con todo el mundo," 즉 "온 세상만큼"이라고 답해야 했는데 여기에서 앨범 제목을 따왔다.
크루앙빈은 앨범 제목에 대해 중동 지역의 음악들을 비롯하여 그들에게 영향을 끼친 다양한 음악들을 뜻한다고도 했다. 앨범이 발매되고 얼마 안 있어 밴드는 《Artists Rise Against Islamophobia》모음집에 이란의 유명 가수인 구구쉬의 <Ma Beham Nemiresim>를 리메이크한 곡을 냈고 스포티파이에 에어크루앙 DJ 시리즈로 테헤란의 음악들을 비롯하여 여러 다른 도시들의 음악들로 플레이 리스트들을 만들어 올렸다.
2018년 크루앙빈은 인도 발리우드 고전 영화인 <Dharti>(1970년)에 삽입되었던 모하메드 라피의 곡 <Khuda Bhi Aasman Se>의 리메이크를 스포티파이에서 라이브로 연주했다.
크루앙빈은 레온 브릿지스의 2018년 투어와 트레이 아나스타시오의 2019년 "고스트 오브 더 포레스트" 투어에 오프닝으로 함께 했다.
2020년 4월 크루앙빈은 세 번째 정규 앨범 《Mordechai》와 싱글 를 6월 26일 데드 오션스 레이블을 통해 발매할 예정이라고 밝혔고 5월에는 에어크루앙 시리즈를 재개한다고 발표하면서 싱글 <So We Won't Forget>과 뮤직 비디오를 발매했다. 비디오는 스콧 던게이트가 감독을 맡고 비든+케네디 토쿄 x 나카마가 제작을 맡았다. 6월 16일에는 《Mordechai》 앨범의 싱글 <Pelota>와 그래스웍스 크리에이티브 스튜디오 제작, 휴고 로드리게즈 감독, 알바로 소토마요 각본의 뮤직 비디오를 데드 오션스를 통해 발매했다. 그리고 6월 26일에 세 번째 정규 앨범 《Mordechai》가 발매되었다. 로라 리는 이 앨범에 대해 "어느 특정한 지역이 아닌 어떤 세계"의 사운드를 만들어 내고 싶었다고 했다. 여기에는 서아프리카, 인도, 베트남, 독일, 체크, 멕시코를 비롯한 여러 문화들의 요소가 녹아들었다.

## 스타일
크루앙빈이 어떤 음악 장르에 속하는지에 대해 평론가들 사이에서 뜨거운 논쟁이 있다. 대부분이 연주곡으로 이루어져 있는 이들의 사운드는 소울, 서프, 사이키델릭, 펑크 등등으로 묘사되며 한 웹사이트에서는 "일렉트로닉"이라고까지 분류하고 있다. 크루앙빈의 음악에 대해 가장 많이 사용되는 용어는 타이(태국) 펑크인데 밴드 멤버들을 자신들을 어떤 특정 장르로 분류하는 것에 대해 거부감을 표하고 있다. <포스트장르>의 음악전문 기자인 롭 셰퍼드는 이들에 대해 "크루앙빈이란 이름은 태국어로 '날으는 엔진', 혹은 비행기를 뜻하는데 종종 국경과 문화를 넘나드는 그들의 음악을 완벽하게 담아낸 이름이다"라고 평했다.

## 밴드 멤버
- 로라 리(Laura Lee) – 베이스, 보컬
- 마크 스피어(Mark Speer) – 기타, 보컬
- 도널드 "DJ" 존슨(Donald "DJ" Johnson) – 드럼, 키보드, 보컬

## 앨범

### 정규 앨범
- The Universe Smiles Upon You (2015년, Night Time Stories)
- Con Todo El Mundo (2018년, Dead Oceans; Night Time Stories)
- Mordechai (2020년, Dead Oceans; Night Time Stories)

### EP
- History Of Flight (2010년)
- The Infamous Bill (2014년)
- Spotify Singles (2018년)
- Texas Sun (레온 브릿지스 참여) (2020년)

### 리믹스 앨범
- Hasta El Cielo (2019년, Dead Oceans; Night Time Stories)